# Липовица (Ивано-Франковская область)
Ли́повица (укр. Липовиця) — село в Спасской сельской общине Калушского района Ивано-Франковской области Украины.
Население по переписи 2001 года составляло 1616 человек. Занимает площадь 77,137 км². Почтовый индекс — 77653. Телефонный код — 03474.